# Żarki
Żarki è un comune urbano-rurale polacco del distretto di Myszków, nel voivodato della Slesia.
Ricopre una superficie di 100,67 km² e nel 2004 contava 8 155 abitanti.
Qui nacque il vescovo cattolico Franciszek Hodur.